# Dénezé-sous-Doué
Dénezé-sous-Doué est une commune française située dans le département de Maine-et-Loire, en région Pays de la Loire.

## Géographie

### Localisation
Commune angevine du Saumurois, Dénezé-sous-Doué se situe au nord-est de Louresse-Rochemenier, sur la route D 69, Gennes - Doué la Fontaine. Son église et le cimetière accolé ont la particularité d'être à l'écart du bourg.
Elle se trouve dans l'Aire d'attraction de Doué-en-Anjou et dans son bassin de vie, ainsi que dans la zone d'emploi de Saumur.

### Communes limitrophes
Les communes limitrophes sont  Doué-en-Anjou, Gennes-Val-de-Loire, Louresse-Rochemenier et Verrie.

### Géologie et relief
La superficie de la commune est de 23,77 km2 ; son altitude varie de 54  à   101 mètres.

### Hydrographie

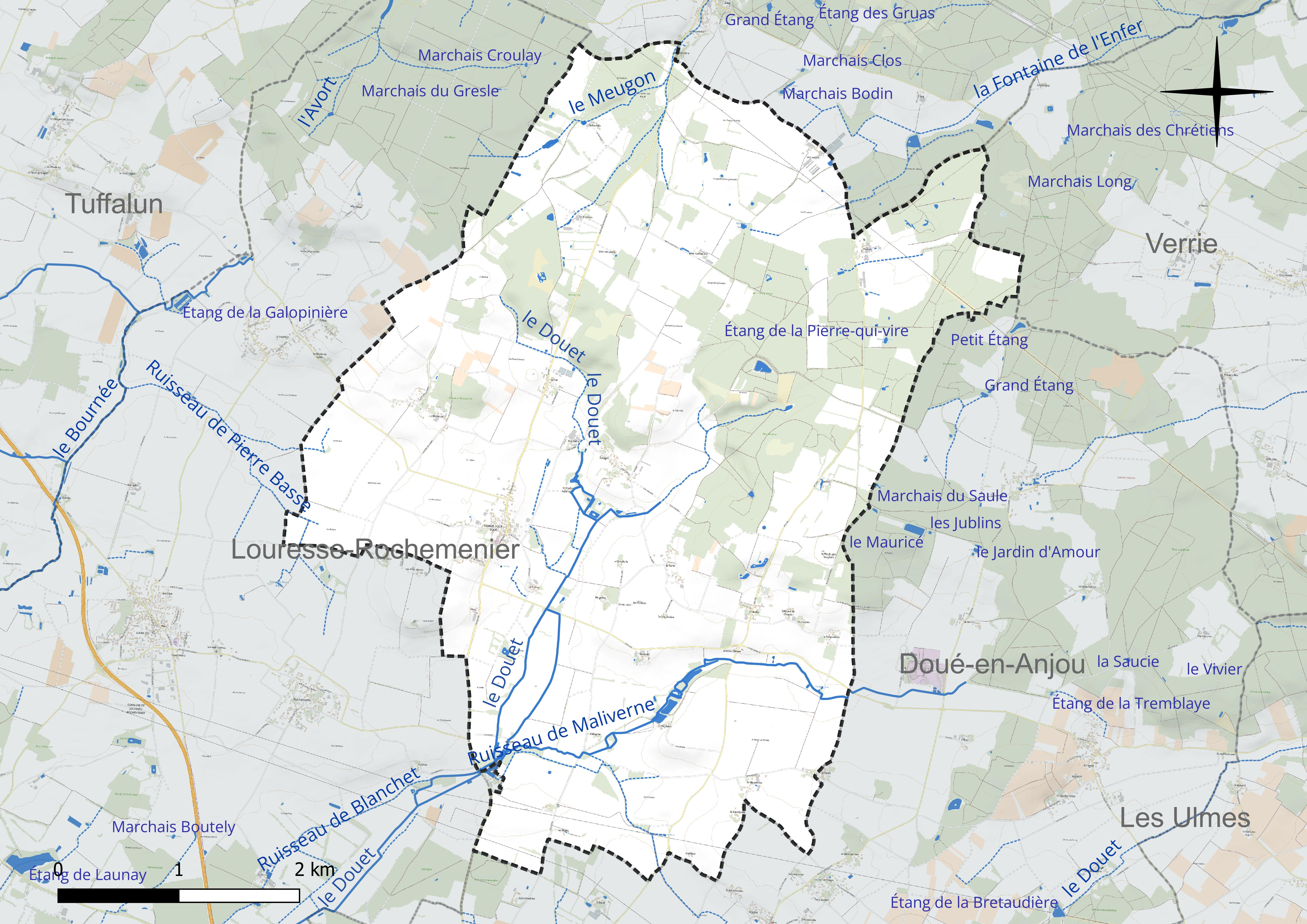
Carte hydrographique de la commune.

Plusieurs ruisseaux drainent la commune, dont le Meugon et le Douet dans lequel conflue le ruisseau de Maliverne.

### Climat
Pour des articles plus généraux, voir Climat des Pays de la Loire et Climat de Maine-et-Loire.
En 2010, le climat de la commune est de type climat océanique altéré, selon une étude du CNRS s'appuyant sur une série de données couvrant la période 1971-2000. En 2020, Météo-France publie une typologie des climats de la France métropolitaine dans laquelle la commune est exposée à un climat océanique et est dans la région climatique Moyenne vallée de la Loire, caractérisée par une bonne insolation (1 850 h/an) et un été peu pluvieux.
Pour la période 1971-2000, la température annuelle moyenne est de 11,5 °C, avec une amplitude thermique annuelle de 14 °C. Le cumul annuel moyen de précipitations est de 631 mm, avec 11,2 jours de précipitations en janvier et 6 jours en juillet. Pour la période 1991-2020, la température moyenne annuelle observée sur la station météorologique de Météo-France la plus proche, « Martigne-briand », à Terranjou à 14 km à vol d'oiseau, est de 12,6 °C et le cumul annuel moyen de précipitations est de 617,0 mm,. Pour l'avenir, les paramètres climatiques de la commune estimés pour 2050 selon différents scénarios d'émission de gaz à effet de serre sont consultables sur un site dédié publié par Météo-France en novembre 2022.

## Urbanisme

### Typologie
Au 1er janvier 2024, Dénezé-sous-Doué est catégorisée commune rurale à habitat dispersé, selon la nouvelle grille communale de densité à sept niveaux définie par l'Insee en 2022.
Elle est située hors unité urbaine. Par ailleurs la commune fait partie de l'aire d'attraction de Doué-en-Anjou, dont elle est une commune de la couronne,. Cette aire, qui regroupe 7 communes, est catégorisée dans les aires de moins de 50 000 habitants,.

### Occupation des sols

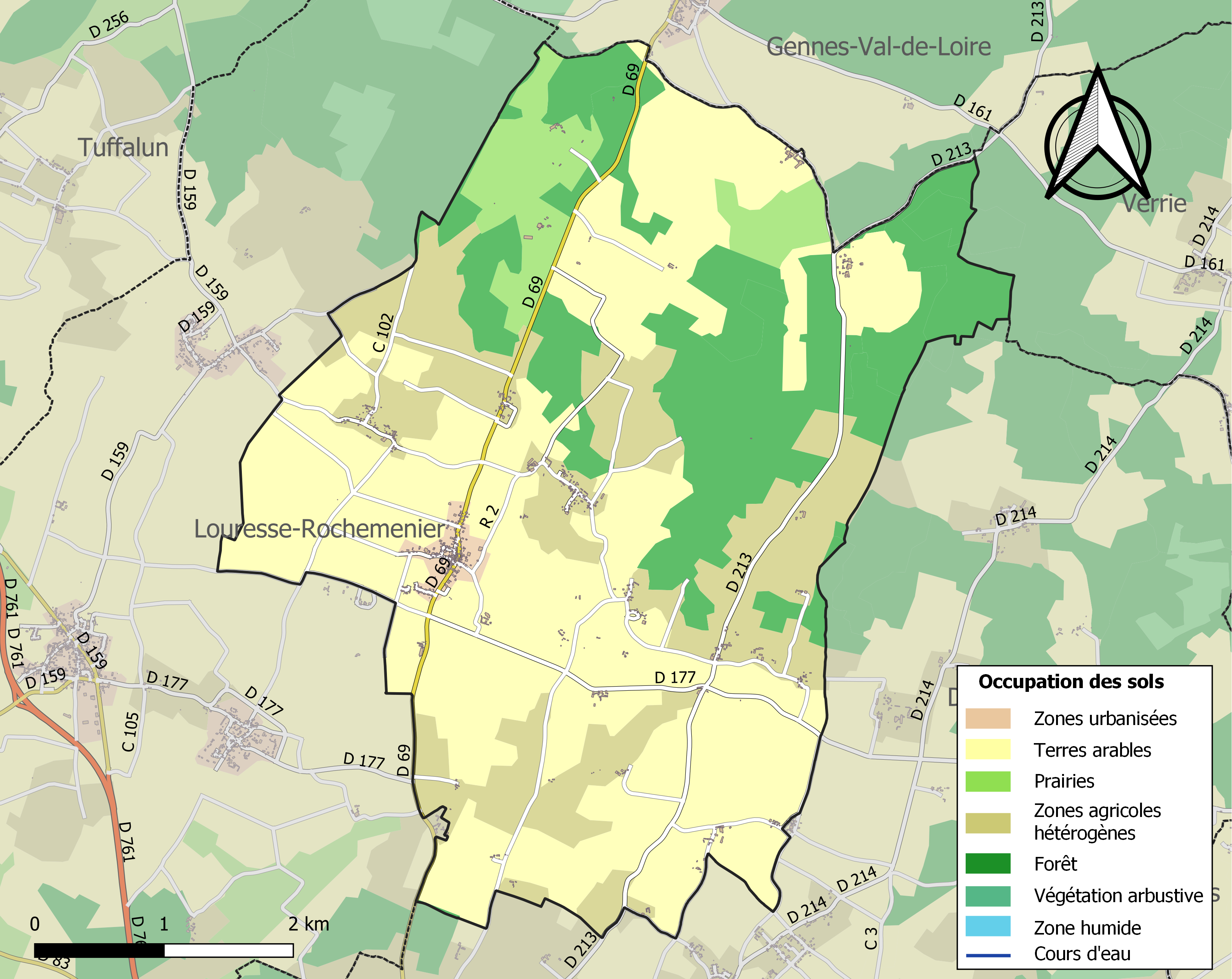
Carte des infrastructures et de l'occupation des sols de la commune en 2018 (CLC).

L'occupation des sols de la commune, telle qu'elle ressort de la base de données européenne d’occupation biophysique des sols Corine Land Cover (CLC), est marquée par l'importance des territoires agricoles (76,7 % en 2018), en diminution par rapport à 1990 (77,7 %).
La répartition détaillée en 2018 est la suivante : 
terres arables (49,7 %), forêts (22,2 %), zones agricoles hétérogènes (21,3 %), prairies (5,8 %), zones urbanisées (1,1 %).
L'évolution de l’occupation des sols de la commune et de ses infrastructures peut être observée sur les différentes représentations cartographiques du territoire : la carte de Cassini (XVIIIe siècle), la carte d'état-major (1820-1866) et les cartes ou photos aériennes de l'IGN pour la période actuelle (1950 à aujourd'hui).

### Habitat et logement
En 2021, le nombre total de logements dans la commune était de 221, alors qu'il était de 217 en 2016 et de 208 en 2011.
Parmi ces logements, 84,8 % étaient des résidences principales, 3,5 % des résidences secondaires et 11,7 % des logements vacants. Ces logements étaient pour 95,9 % d'entre eux des maisons individuelles et pour 1,8 % des appartements.
Le tableau ci-dessous présente la typologie des logements à Dénezé-sous-Doué en 2021 en comparaison avec celle de Maine-et-Loire et de la France entière. Une caractéristique marquante du parc de logements est ainsi une proportion de résidences secondaires et logements occasionnels (3,5 %) supérieure à celle du département (3,2 %) mais inférieure à celle de la France entière (9,7 %).
| Typologie                                               | Dénezé-sous-Doué | Maine-et-Loire | France entière |
| ------------------------------------------------------- | ---------------- | -------------- | -------------- |
| Résidences principales (en %)                           | 84,8             | 90,4           | 82,2           |
| Résidences secondaires et logements occasionnels (en %) | 3,5              | 3,2            | 9,7            |
| Logements vacants (en %)                                | 11,7             | 6,4            | 8,1            |

## Toponymie
Danaziaci en 996, Danezeium en 1070.

## Histoire
À la fin de l'Ancien Régime, Dénezé-sous-Doué est du diocèse d'Angers, archidiaconé d'Outre-Loire, archiprêtre de Saumur, doyenné de Chemillé. Elle fait partie de l'élection de Saumur.

## Politique et administration

### Administration municipale
| Période                                  | Période                     | Identité              | Étiquette | Qualité                          |
| ---------------------------------------- | --------------------------- | --------------------- | --------- | -------------------------------- |
| 1790                                     |                             | Jean Mignot           |           |                                  |
|                                          |                             | Blin                  |           |                                  |
| 1800                                     |                             | Philippon             |           |                                  |
| 1808                                     |                             | René Bionneau         |           |                                  |
| 4 juin 1815                              |                             | André Brossais        |           |                                  |
| 13 juillet 1815                          |                             | Brionneau             |           |                                  |
| 1816                                     |                             | Jean-Jacques Hétreau  |           |                                  |
| 1826                                     |                             | René Brionneau fils   |           |                                  |
| 1833                                     |                             | François Pinson       |           |                                  |
| 1835                                     |                             | René Bionneau         |           |                                  |
| 1843                                     |                             | Victor-Jean Mignot    |           |                                  |
| 1854                                     |                             | Jacques-Henri Rullier |           |                                  |
| 1860                                     |                             | René Brionneau        |           |                                  |
| 1865                                     |                             | J. Mignot             |           |                                  |
| 1867                                     |                             | Lebeau                |           |                                  |
| 1871                                     |                             | Jean Métivier         |           |                                  |
| 1908                                     |                             | Jean Renou            |           |                                  |
| 1912                                     |                             | Henri Besnard         |           |                                  |
| 1919                                     | 1945                        | Émile Renou           |           |                                  |
| 1945                                     | 1971                        | Lucien Aubin          |           |                                  |
| mars 1971                                | 1995                        | Clément Courant       |           |                                  |
| juin 1995                                |                             | Jean Girard           |           | Exploitant agricole              |
|                                          | 2010 (démission)            | Jean-Marie Métivier   |           |                                  |
| 2010                                     | mars 2014                   | Marie-Claude Fouchard |           | Retraitée                        |
| mars 2014                                | juillet 2020                | Isabelle Taillecours  |           | Secrétaire comptable             |
| juillet 2020                             | août 2021                   | Thierry Morisset      |           | Démissionnaire                   |
| octobre 2021,                            | décembre 2022               | Sébastien Cailleau    |           | Chef d’entreprise Démissionnaire |
| décembre 2022                            | En cours (au 25 avril 2024) | Jean-Luc Girard       |           | Agriculteur                      |
| Les données manquantes sont à compléter. |                             |                       |           |                                  |

### Intercommunalité
Dénezé-sous-Doué était membre de la communauté de communes de la région de Doué-la-Fontaine, un établissement public de coopération intercommunale (EPCI) à fiscalité propre créé en 2001 et auquel la commune avait transféré un certain nombre de ses compétences, dans les conditions déterminées par le code général des collectivités territoriales.
Dans le cadre des dispositions de la loi portant nouvelle organisation territoriale de la République du 7 août 2015, qui prévoit que les établissements publics de coopération intercommunale (EPCI) à fiscalité propre doivent avoir un minimum de 15 000 habitants, cette intercommunalité a fusionné avec ses voisines pour former, le 1er janvier 2017, la communauté d'agglomération Saumur Val de Loire, dont est désormais membre la commune.

### Rattachements administratifs et électoraux

#### Rattachements administratifs
La commune se trouve  dans l'arrondissement de Saumur du département de Maine-et-Loire.
Après avoir été de 1793 à 1801 le chef-lieu d'un éphémère canton de Dénezé-sous-Doué, elle fait partie depuis lors du canton de Doué-la-Fontaine,. Dans le cadre du redécoupage cantonal de 2014 en France, cette circonscription administrative territoriale disparait et le canton n'est plus qu'une circonscription électorale.

#### Rattachements électoraux
Pour les élections départementales, la commune fait partie depuis 2014 du canton de Doué-en-Anjou.
Pour l'élection des députés, elle fait partie de la quatrième circonscription de Maine-et-Loire.

## Population et société

### Démographie

#### Évolution démographique
L'évolution du nombre d'habitants est connue à travers les recensements de la population effectués dans la commune depuis 1793. Pour les communes de moins de 10 000 habitants, une enquête de recensement portant sur toute la population est réalisée tous les cinq ans, les populations de référence des années intermédiaires étant quant à elles estimées par interpolation ou extrapolation. Pour la commune, le premier recensement exhaustif entrant dans le cadre du nouveau dispositif a été réalisé en 2006.

En 2022, la commune comptait 442 habitants, en évolution de −4,74 % par rapport à 2016 (Maine-et-Loire : +2,12 %, France hors Mayotte : +2,11 %).
| 1793 | 1800 | 1806 | 1821 | 1831 | 1836 | 1841 | 1846 | 1851 |
| ---- | ---- | ---- | ---- | ---- | ---- | ---- | ---- | ---- |
| 580  | 580  | 662  | 896  | 645  | 683  | 664  | 660  | 658  |

| 1856 | 1861 | 1866 | 1872 | 1876 | 1881 | 1886 | 1891 | 1896 |
| ---- | ---- | ---- | ---- | ---- | ---- | ---- | ---- | ---- |
| 625  | 660  | 688  | 650  | 614  | 642  | 621  | 639  | 624  |

| 1901 | 1906 | 1911 | 1921 | 1926 | 1931 | 1936 | 1946 | 1954 |
| ---- | ---- | ---- | ---- | ---- | ---- | ---- | ---- | ---- |
| 599  | 598  | 607  | 507  | 516  | 524  | 505  | 581  | 544  |

| 1962 | 1968 | 1975 | 1982 | 1990 | 1999 | 2006 | 2011 | 2016 |
| ---- | ---- | ---- | ---- | ---- | ---- | ---- | ---- | ---- |
| 506  | 435  | 325  | 338  | 371  | 404  | 450  | 459  | 464  |

| 2021 | 2022 | - | - | - | - | - | - | - |
| ---- | ---- | - | - | - | - | - | - | - |
| 453  | 442  | - | - | - | - | - | - | - |

#### Pyramide des âges
La population de la commune est relativement jeune.
En 2018, le taux de personnes d'un âge inférieur à 30 ans s'élève à 37,0 %, soit en dessous de la moyenne départementale (37,2 %). À l'inverse, le taux de personnes d'âge supérieur à 60 ans est de 21,4 % la même année, alors qu'il est de 25,6 % au niveau départemental.
En 2018, la commune comptait 242 hommes pour 231 femmes, soit un taux de 51,16 % d'hommes, largement supérieur au taux départemental (48,63 %).
Les pyramides des âges de la commune et du département s'établissent comme suit.
| Hommes | Classe d’âge | Femmes |
| ------ | ------------ | ------ |
| 1,3    | 90 ou +      | 0,9    |
| 7,9    | 75-89 ans    | 8,7    |
| 13,0   | 60-74 ans    | 10,9   |
| 20,2   | 45-59 ans    | 19,8   |
| 19,5   | 30-44 ans    | 23,9   |
| 15,6   | 15-29 ans    | 13,7   |
| 22,5   | 0-14 ans     | 22,2   |

| Hommes | Classe d’âge | Femmes |
| ------ | ------------ | ------ |
| 0,9    | 90 ou +      | 2,1    |
| 7      | 75-89 ans    | 9,5    |
| 16,2   | 60-74 ans    | 16,9   |
| 19,4   | 45-59 ans    | 18,7   |
| 18,2   | 30-44 ans    | 17,5   |
| 18,8   | 15-29 ans    | 17,6   |
| 19,5   | 0-14 ans     | 17,6   |

## Économie
Sur 58 établissements présents dans la commune à fin 2010, 50 % relèvent du secteur de l'agriculture (pour une moyenne de 17 % dans le département), 7 % du secteur de l'industrie, 3 % du secteur de la construction, 33 % de celui du commerce et des services et 7 % du secteur de l'administration et de la santé. Cinq ans plus tard, en 2015, sur les 56 établissements présents, 43 % relèvent du secteur de l'agriculture (pour une moyenne de 11 % dans le département), 5 % du secteur de l'industrie, 9 % de celui de la construction, 34 % du secteur du commerce et des services et 9 % de celui de l'administration et de la santé.

## Culture locale et patrimoine

### Lieux et monuments
- Caves des Mousseaux  Inscrit MH (1969)[34], abri souterrain comportant des figures sculptées datant du XVIe siècle[35],[36] ;

- Église Saint-Aubin  Inscrite MH (1972)[37], édifice des XIIe, XIVe et XVIIIe siècles.

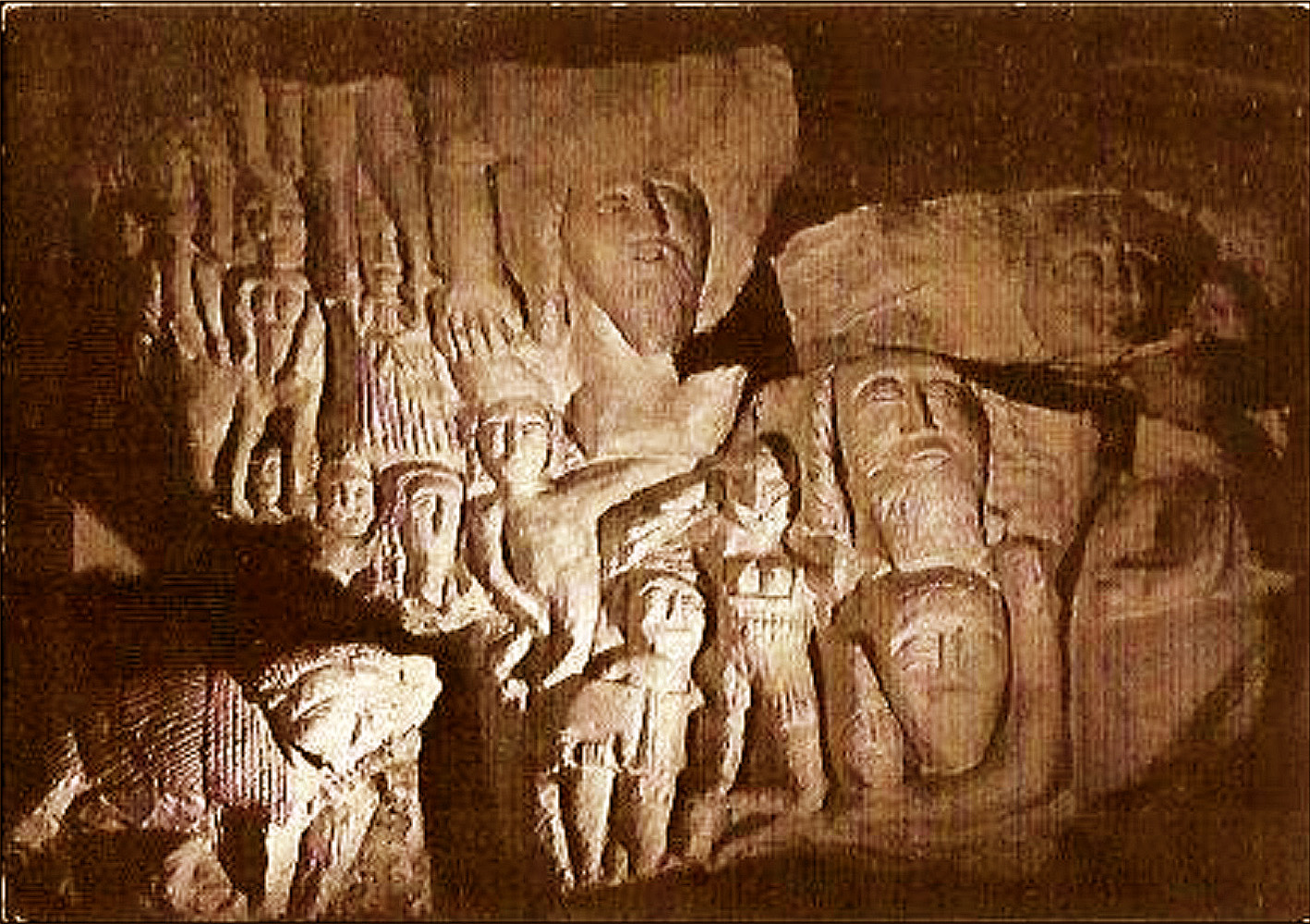
Cave sculptée de Dénezé-sous-Doué, l'espoitrinement à la Valois...
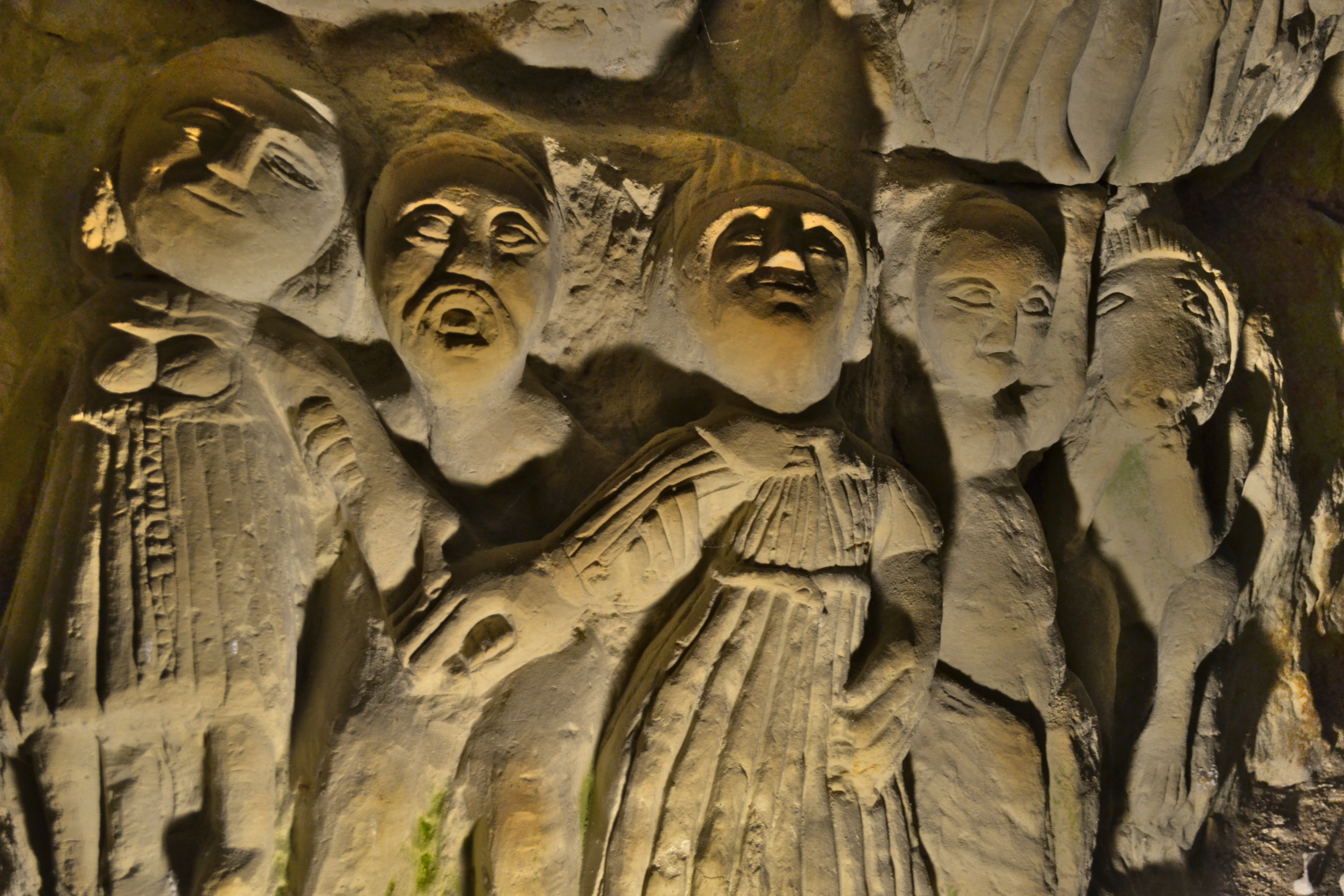
... et des personnages sculptés.
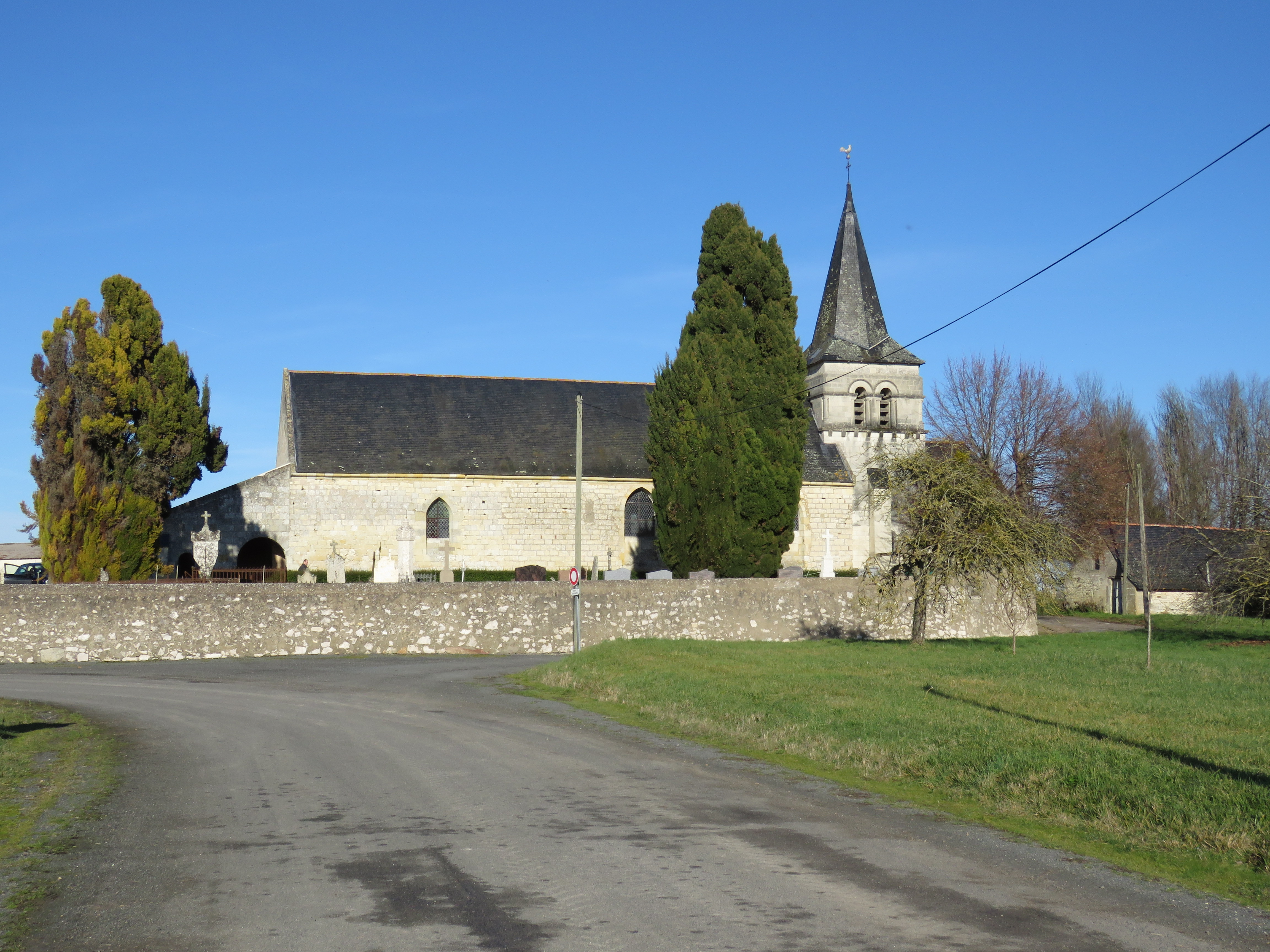
L'église Saint-Aubin...
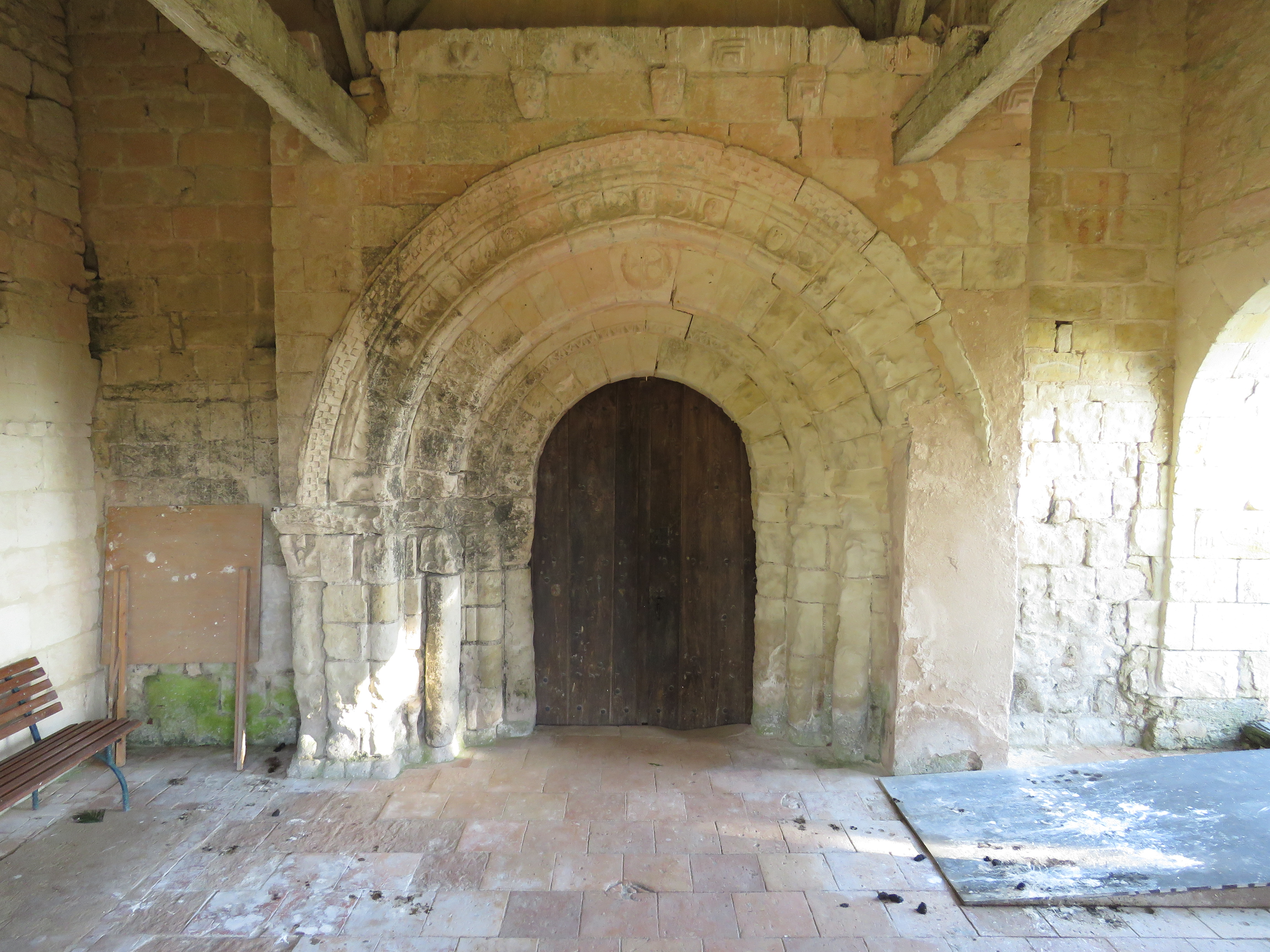
... et son portail

## Pour approfondir